# Gornji Štrbci
Gornji Štrbci is een plaats in de gemeente Donji Lapac in de Kroatische provincie Lika-Senj. De plaats telt 4 inwoners (2001).